# Alcide Garagnani
Alcide Garagnani (Correggio, 1922 – Gonzaga, 20 dicembre 1944) è stato un partigiano italiano.

## Biografia
Con il nome di battaglia di "Scarpone", Garagnani era entrato, l'8 settembre 1943, nelle file della Resistenza emiliana. Organizzatore dei primi gruppi partigiani, si distinse per la sua audacia e fu nominato comandante dei GAP della 43ª Brigata Garibaldi "Aristide".
Le imprese di "Scarpone" divennero presto leggendarie nel mantovano e nella zona di Reggio Emilia. Cadde (con un partigiano di nazionalità sovietica, Alexander Nakorcemni Klimentievic, conosciuto come Alessandro), durante quella che, nella storia della Resistenza, è ricordata come la "battaglia di Gonzaga". In quella occasione, diverse formazioni partigiane, a conclusione di un attacco coordinato alle caserme dei nazifascisti di Gonzaga, riuscirono a liberare molti prigionieri che i tedeschi stavano per deportare in Germania. Alla fine dello scontro, che fruttò ai partigiani anche un ragguardevole bottino in armi e munizioni, restarono sul terreno Garagnani, Alessandro e trenta soldati tedeschi e fascisti.
Al nome di Garagnani è intitolata una strada di Carpi.